# Archimonocelis glabrodorsata
Archimonocelis glabrodorsata är en plattmaskart som beskrevs av Martens och Curini-Galletti 1993. Archimonocelis glabrodorsata ingår i släktet Archimonocelis och familjen Archimonocelididae.
Artens utbredningsområde är Karibiska havet. Inga underarter finns listade i Catalogue of Life.